# Diarsia barlowi
Diarsia barlowi là một loài bướm đêm thuộc họ Noctuidae. Nó là loài đặc hữu của Borneo.